# Chuck's Choice
Chuck's Choice es una serie de televisión animada canadiense producida por DHX Media para Corus  Entertainment, se estrenó el 6 de mayo de 2017 en el canal de televisión canadiense YTV.

## Sinopsis
Chuck, un chico que como la mayoría de su edad no analiza bien las consecuencias de sus decisiones, conoce a TD, un Robot alienígena que huyó desde que su planeta fue amenazada por serpientes mutantes. Imprevistamente u ocasionalmente cuando Chuck tiene algún problema o quiera solucionar uno, TD detiene el tiempo e inmediatamente presenta a Chuck tres opciones, llamado Modo Decisión, en el que él tiene la facultad de elegir solo uno, y luego de elegirlo la realidad llega a alterarse en pequeñas o grandes proporciones dependiendo de la decisión que tomó y así empieza cada nueva aventura incluyendo además a Misha, su amiga íntima, para así pasar el tiempo.

## Personajes

### Personajes principales
- Chuck McFarlane: Es el protagonista principal de la serie, es un chico torpe de 12 años que frecuentemente se mete en problemas debido a las malas decisiones que toma, a veces influenciado por su flojera o porque al intentar ayudar en una situación "complicada" a Misha, o a su hermano perdedor y a veces a su madre, este finalmente se le termina escapando de las manos.
- TD (llamado UD en la versión inglesa por ser las siglas de 'U-Decide 3000'): Es un pequeño robot alienígena de color predominante azul, plateado y amigo de Chuck. Es muy paciente, molestoso, torpe y en varias ocasiones es dramático y loco, además resalta por tener un gusto "obsesionado" por el queso y por el cambio de imagen "guapísimo'.
- Misha: Es la deuteragonista de la serie, es una chica intrépida de 12 años y es la mejor amiga de Chuck, su cabello está atado en una cola de caballo, que es en su mayoría de color morado a excepción de la porción distal de la cola que es rosa neón, siempre acompaña a Chuck en sus aventuras y en la mayoría de ocasiones ella lo termina salvando debido a las avanzadas habilidades deportivas que tiene, ya que participa activamente en varios deportes en la escuela. Chuck habitualmente le dice con cariño "Meesh".

### Personajes Secundarios
- Norm McFarlane: Es el hermano mayor de Chuck. Chuck siente vergüenza de él por su estilo raro, aunque siempre trata de ayudarlo a cumpler sus metas
- Joey Adonis: Es un chico gordo y adinerado compañero de la escuela de Chuck y Misha, siente envidia de Chuck por tener el control de TD.
- Pepper: Es una niña que es compañera de clase de Chuck y Misha.
- Chicas adolescentes: Un grupo de tres chicas las cuales Norm se enamoró, y también estudiantes de la escuela de Chuck.
  - Nikole Denishlea: Es la líder del grupo es una chica pelirroja esbelta que sienta vergüenza de los intentos de Norm de llamar su atención, pero en una que otra ocasión se siente atraída por Norm y Chuck.
  - Longley Goodenmeyer: Es la segunda chica del grupo al igual Nikole ignora cada intento de Norm por conquistarla, se sugiere que se siente atraída romántica por Chuck.
  - Nicetherine Nixta: Es la tercera chica del grupo, suele acompañar a Nikole y Longley, asu vez que ignora a Norm.
- Ash: Es una niña nerd de la escuela de Chuck y Misha, la cual está enamorada de Norm. Es llamada por Norm como Ashley
- La Sra Cho: Es la maestra de Chuck y Misha y para Chuck, tiene una vida muy miserable.
- Entrenador Dwayne: Es el profesor de deportes de Chuck y Misha.
- Ellen McFarlane; Es la madre de Chuck y Norm.
- Biff Adonis: Es el padre de Joey y una estrella de cine lo cual Chuck lo admira y también las personas de Cedar Hills.
- Kim: Es una compañera de la escuela, es una chica atlética que participa en varias actividades deportivas, forma parte del equipo deportivo de Misha.
- Niceicia: Es una compañera de la escuela, siempre se muestra apoyando a Misha y se impresiona de las aventuras de Chuck.
- Brock: Es un compañero de la escuela, es un chico fornido y amigable que forma parte de la clase de Chuck y Misha.
- Thomas: Es un compañero de la escuela, se lo ve acompañando a Niceicia y Ash.
- Tony: Es un compañero de la escuela, al igual que los demás se impresiona de los cambios que UD y Chuck, se intuye que está enamorado de Misha.
- Dr. Frenillo: El dentista de la ciudad, es loco y le encanta tallar esculturas de vidrio.
- Chilly Farchuway: El reportero local de la ciudad.
- El Sro y la Sra Anderson: Son los padres estricticos de Misha.
- Penny y Jenny: Es un dúo de dos chicas que conducen un reality show enfocado en entrevistar a personas comunes y mostrarlas en Televisión, TD es fanático de su programa.
  - Penny: Es una mujer de corta de estatura con un carácter optimista que siempre suele entrevistar con alegría a los invitados del programa.
  - Jenny: Es una mujer alta y esbelta, igual que Penny tiene un carácter optimista y suele elegir a quién va a participar en el programa.
- Branch y Seed: Es una pareja de novios que trabajan como agentes y terminan relacionados en una de las aventuras de Chuck.
- G'Nook: El líder de la tribu de los gnookianos y quién creó a TD.

### Antagonistas
- Borkle: El ex-seleccionador de TD, luego de que Chuck lo expulsara de la Tierra a un planeta habitado por serpientes mutantes, decidió vengarse de Chuck e invadir Gnooki-I.
- Mishina: Un robot que es el doble indestructible de Misha; debido a que Chuck hirió sus sentimientos, Mishina decidió destruir a Chuck, Misha y TD.

## Episodios
| Temporada | Temporada | Episodios | Comienzo          | Final              |
| --------- | --------- | --------- | ----------------- | ------------------ |
|           | 1         | 20 (40)   | 6 de mayo de 2017 | 9 de julio de 2017 |

| Serie # | Título | Estreno en Canadá   | Estreno en Latinoamérica                    |
| --- | --- | ------------------- | ------------------------------------------- |
| 01 | «Norm bajo cero / Ataque solar» «Cool Hand Norm / Sunny Daze»                                                  | 7 de mayo de 2017   | 1 de julio de 2017                          |
| Norman es calificado como un 'excluido social' y Chuck decide convertir a su hermano en alguien 'realmente fresco'. Sin embargo, termina transformado en un despiadado rey de hielo, con un ejército de osos polares que aterrorizan la ciudad. / Chuck elige jugar contra el mejor equipo del universo, que resulta tener robots extraterrestres que amenazan con dominar el mundo si ganan. El equipo de Chuck vence y él recupera la confianza de Misha, ¡ganando además collares de caramelos!       | |                     |                                             |
| 02 | «¿Damisela o caballero? / Sueños colmilludos» «Show Me the Buddy / No Sleep Till»                              | 21 de mayo de 2017  | 1 de julio de 2017                          |
| Chuck elige que Misha sea 'mimada como la realeza' y al instante están de vuelta en la época medieval. Misha, ahora una princesa, debe casarse con el príncipe Pomposin, ¡que en realidad es un niño de cuatro años!/ Chuck elige que sus amigos se queden despiertos toda la noche con él, convirtiéndolos accidentalmente en vampiros. Una persecución épica sobreviene, con Chuck pensando que quieren beber su sangre.                                                                               | |                     |                                             |
| 03 | «Chuck el genio / ¡Chuck al límite!» «Smarten Up Chuck / Ultimate Chuck»                                       | 3 de junio de 2017  | 2 de julio de 2017                          |
| En la clase de ciencia, Chuck hace equipo con Misha, quien tiene sus dudas y decide ponerle sus condiciones. Ante la desesperación, Chuck elige hacer a Misha superinteligente, convirtiéndola en una malvada genio que deseaba destruirlo a él mismo y a TD. Cuando Misha le dice a Chuck que deje 'los deportes a los atletas', después de que él la distrajera en un juego de baloncesto, Chuck elige convertirse en una estrella de los deportes. Esto lo lleva a enfrentarse en un duelo con Misha. | |                     |                                             |
| 04 | «El dentista / Limpieza millonaria» «The Dentalist / Maid in Cedar Hills»                                      | 6 de mayo de 2017   | 3 de julio de 2017                          |
| Chuck elige hacer que ir al dentista sea divertido, convirtiendo el mundo en un parque temático llamado 'Esmaltelandia', donde nadie tiene que ir al dentista. Sin embargo, su elección hace enojar a las hadas de los dientes. / En una carrera contra el reloj, Chuck tiene que limpiar su habitación antes de que su madre llegue a casa o de lo contrario... | |                     |                                             |
| 05 | «Héroes porcinos / Una prueba difícil» «Pig Hero Fix / So Wrong It's Right»                                    | 13 de mayo de 2017  | 4 de julio de 2017                          |
| T.D. desea mucho estar en televisión, especialmente en su programa favorito: EN LA TV! Con Penny y Jenny. Chuck quiere ayudarlo, pero accidentalmente se involucra en el secuestro de la década... ¡el secuestro de un cerdito! / A Chuck se le olvida estudiar para un examen importante, y en pánico, elige solo tomar los exámenes que pueda pasar fácilmente, acabando en el jardín de niños y convirtiéndose en el as del recreo y la siesta.                                                       | |                     |                                             |
| 06 | «El gran Chuck / Patos al ataque» «Grown Up Chuck / Chuck Dynasty»                                             | 14 de mayo de 2017  | 5 de julio de 2017 / 6 de julio de 2017     |
| La maestra de Chuck, la Srta. Cho, cancela el viaje de la clase al parque acuático, y Chuck piensa que debe animarla. Él elige que la señorita tenga una cita romántica, lo que acaba con él creciendo 20 años y convirtiéndose en su novio. / Chuck está cansado de que Misha siempre lo esté defendiendo, así que un día decide que es hora de luchar sus propias batallas. Chuck elige 'que le den una mano en la batalla', pero en cambio consigue una mano ¡GIGANTE!                                | |                     |                                             |
| 07 | «Aves y alturas / Los miserplatos» «Poultry in Motion / Les Disherables»                                       | 20 de mayo de 2017  | 10 de julio de 2017 / 11 de julio de 2017   |
| Chuck tiene un terrible miedo a las alturas, y para superarlo, él elige volar como las aves... pero en su lugar, acaba convirtiéndose en una y se vuelve la mamá de un grupo de polluelos. / Chuck está ayudando en la gran fiesta de Biff Adonis, más no conoce las patatas de pastrami, así que elige que la vajilla lo ayude con los platillos... pero ellas se revelan y demandan justicia por los años de ardua labor ¡Guerra de comida!                                                            | |                     |                                             |
| 08 | «Abraham apestosillo / El cofre de Norm» «Abraham Stinkin / Box o' Norm»                                       | 27 de mayo de 2017  | 13 de julio de 2017 / 12 de julio de 2017   |
| Misha llega a la escuela el día de la foto y nota que tiene el mismo peinado que otra chica. Ella necesita cambiarlo rápidamente...y Chuck elige que ella tenga un peinado salvaje que acaba con el cabello de Misha convertido en un zorrillo. / Chuck ve a Norm con una caja misteriosa que brilla cuando la abre. Chuck necesita saber qué contiene, así que elige ver la mente de Norm para descubrir qué hay en el interior de la caja. Sin embargo, terminará accidentalmente dentro de su cabeza. | |                     |                                             |
| 09 | «Chuck el vaquero / Problemas perrunos» «Chuck of the Draw / Paw Enforcement»                                  | 28 de mayo de 2017  | 14 de julio de 2017 / 17 de julio de 2017   |
| Chuck quiere que su nombre sea leído en su programa favorito de TV, y elige ser el chico más afortunado del mundo, pero eso no funciona. La única manera de conseguirlo es... ¡Logrando que un dúo cómico haga las paces! / Chuck está viendo un drama policial, y desea desesperadamente ser como ellos. Así, Chuck elige transformarse en un policía... pero acaba convirtiéndose en un perro policial ¡Con el caso del siglo por resolver!                                                            | |                     |                                             |
| 10 | «¡Adiós Borkle! / La maldición MacFarlane» «Back off, Borkle / Who's on Cursed?»                               | 4 de junio de 2017  | 18 de julio de 2017 / 19 de julio de 2017   |
| Una nave espacial aterriza en el techo de la casa de Chuck, y Borkle, un alien que fue el anterior Decidor, desciende ¡Que cool! O al menos hasta que Borkle resulta ser tan cool, que de seguro es mejor Decidor que Chuck. / Por alguna razón, las aves no han dejado de hacer sus necesidades sobre Chuck durante todo el día, y cuando su madre le explica que probablemente sea parte de una maldición de los McFarlane, Chuck elige regresar en el tiempo para evitarla.                           | |                     |                                             |
| 11 | «La otra Misha / Vegetales» «Ex Mishina / Veggie Tails»                                                        | 10 de junio de 2017 | 1 de agosto de 2017 / 2 de agosto de 2017   |
| Misha se hace daño intentando salvar a Chuck de una estampida de escritorios, torciéndose ambos tobillos. Chuck se siente terrible y elige hacer a una Misha invencible, pero al hacerlo, aparece un robot de hierro llamado Mishina. / La mamá de Chuck está cultivando una berenjena para la feria de la ciudad, y no dejará que Chuck se acerque. Chuck elige cultivar una berenjena como ninguna otra…¡acabando con una cola de berenjena que controla roedores!                                     | |                     |                                             |
| 12 | «Gimnasia taurina / ¡Cangrejos a comer!» «No Pain, No Dwayne / Shell Raisers»                                  | 11 de junio de 2017 | 3 de agosto de 2017 / 4 de agosto de 2017   |
| Chuck arruina el cumpleaños del entrenador Dwayne e intenta arreglarlo permitiéndole revivir el mejor cumpleaños de su vida, cuando tenía 15. Chuck y los demás son transportados a los 80, hasta su mejor cumpleaños de todos los tiempos. / La madre de Chuck está agotada y necesita vacaciones. Chuck quiere llevarla a unas relajantes vacaciones, pero terminan entre hippies, lo que no resulta realmente relajante. Así, Chuck elige llevarla a una isla tropical…¡monstruosa!                   | |                     |                                             |
| 13 | «Cometa lindo cometa / ¿Cómo controlar a tu Dragón?» «Comet and Get It / How To Restrain Your Dragon»          | 17 de junio de 2017 | 7 de agosto de 2017 / 8 de agosto de 2017   |
| Chuck se distrae camino a la escuela y pierde el autobús al planetario. Chuck se siente culpable, pues T.D. quiere ver el cometa Orbitus Beta. Para ganar tiempo, Chuck elige “dar un dulce paseo” y consigue un auto hecho de caramelo. / Chuck no es muy bueno cuidando al lagarto mascota de la clase. Y asustado de los grillos con los que debe alimentarla, elige hacerla ruda y capaz de alimentarse por sí misma, convirtiéndola en un feroz dragón capaz de destruir la ciudad.                 | |                     |                                             |
| 14 | «Acción y reacción / El día del cedro» «Action Jacket-Son / Spirit of the Ce(dar)Son»                          | 18 de junio de 2017 | 10 de agosto de 2017 / 9 de agosto de 2017  |
| Chuck llega a la escuela y descubre que todos llevan la última tendencia: Chaquetas con flecos: ¡Chaflecos! Joey se burla de Chuck por no tener una, y Chuck promete conseguirla por cualquier medio, incluso siendo un doble de acción. / El gran festival del Día del Cedro se acerca, conmemorando al fundador de la ciudad, Guster McGangrene, quien libró a la ciudad de las polillas come cedros. Chuck elige ser la estrella del show ¡Y se convierte en un árbol!                                | |                     |                                             |
| 15 | «Tenemos espíritu / El más buscado de Cedar Hills» «We've Got Spirit / Cedar Hills' Most Wanted»               | 24 de junio de 2017 | 11 de agosto de 2017 / 14 de agosto de 2017 |
| Tras un terrible fracaso durante la presentación de las animadoras, Chuck desea que su escuela tenga más espíritu. Entonces…¡un jabalí mascota fantasma aparece!, el verdadero “espíritu de la escuela”, llenando de baba todo lo que toca. / Chuck elige convertirse en el hombre más buscado en la tierra y ser lo suficientemente popular para protagonizar su propio anuncio. Y entonces… Chuck pisa un césped conmemorativo… ¡Y la ciudad completa quiere que lo arresten!                          | |                     |                                             |
| 16 | «El Dingoscuro y Zary Güeya / Hora de pescar» «The Dark Dingo and Possum Pete / Flush Hour Two»                | 25 de junio de 2017 | 15 de agosto de 2017/ 16 de agosto de 2017  |
| En la escuela, alguien ha estado pangándole stickers al casillero de Chuck. Él elige encontrar al culpable con la ayuda de su superhéroe de cómic favorito: Dark Dingo ¡El Batman de Australia! Dingo llega y confunde a Chuck con su compañero. / T.D. juega al escondite con Ariana, el pez dorado de Misha… pero entonces ¡un trágico accidente de baño ocurre! Arianna se va a través del baño, y Chuck, Misha y T.D. van a las alcantarillas para salvarla.                                         | |                     |                                             |
| 17 | «Cacareando al futuro / Navidad de pelos» «Bawk to the Future / Hairy Christmas»                               | 1 de julio de 2017  | 17 de agosto de 2017 / 18 de agosto de 2017 |
| Desesperado por probar un delicioso pollo, Chuck viaja al futuro donde los pollos evolucionaron y forman parte de la sociedad. Chuck necesita encontrar una forma de evitar que los pollos abran un restaurante donde se comen a las personas. / Los Yetis entran al taller de Santa Claus y huyen con una pila de regalos envueltos… ¡Ahora, Chuck deben prepararse para salvar la Navidad! | |                     |                                             |
| 18 | «Norm, héroe del futuro / Árbol cincuenta y tres» «In Space, Norman Can Hear You Scream / Area Fifty-Tree»     | 2 de julio de 2017  | 21 de agosto de 2017 / 22 de agosto de 2017 |
| Chuck encuentra a Norm totalmente desanimado, pues resulta que perdió una lucha en su juego de rol. Chuck elige hacer de Norm un campeón, y terminan en un nuevo mundo donde Norm es el campeón de una tribu mutante entera. / Mientras está en una partida en un juego en línea con su equipo, la vieja y lenta computadora de Chuck hace que pierdan, así que él elige tener una computadora potente, convirtiéndola en una máquina de gran musculatura llamada Larry.                                 | |                     |                                             |
| 19 | «Llegó Joey / El arte ataca» «Joey in Da House! / Art Attack»                                                  | 8 de julio de 2017  | 23 de agosto de 2017 / 24 de agosto de 2017 |
| Chuck ve cómo Joey trata mal a Alfie, así que elige que Joey se ponga un rato en sus zapatos… Alfie puede soportar que Joey robe su dignidad, más no sus zapatos ¡Y renuncia! Chuck tendrá que reunirlos o vivir con Joey por siempre. / Chuck se une a la muestra de arte escolar con la esperanza de que su pintura sea seleccionada por una crítica de arte para su museo personal. Cuando su pintura de Joey en un pañal cobra vida, Chuck y el Joey real deben traerlo de vuelta.                   | |                     |                                             |
| 20 | «El bueno, el malo y TD, Primera parte / El bueno, el malo y TD, Segunda parte» «The Good, the Bad and the UD» | 9 de julio de 2017  | 25 de agosto de 2017 / 28 de agosto de 2017 |
| En la primera parte del final de temporada, Chuck visita el planeta de T.D. para que él sea arreglado luego de sufrir una falla técnica y apagarse. En el planeta de T.D., Chuck debe demostrar que tiene lo necesario para ser el decidor. / En la parte dos del final de temporada, el planeta de T.D. es invadido por serpiente mutantes, y depende de Chuck salvarlos. Chuck es reintegrado como el Decidor y logra salvar el planeta, obteniendo su retrato en el salón de la fama.                 | |                     |                                             |

## Reparto
| Personaje                             | Actor original (Canadá) | Actor de doblaje (Hispanoamérica) | Actor de doblaje (España)      |
| ------------------------------------- | ----------------------- | --------------------------------- | ------------------------------ |
| Chuck McFarlane                       | Sabrina Pitre           | Héctor Ireta de Alba              | Adolfo Moreno                  |
| TD (T-Decide 3000) / UD U-Decide 3000 | Ryan Beil               | Alberto Bernal                    | Xavier Fernández               |
| Misha Anderson                        | Kira Tozer              | Nallely Solís                     | Olga Velasco                   |
| Joey Adonis                           | Vincent Tong            | Jhonny Torres                     | Pablo Sevilla                  |
| Norm McFarlane                        | Peter Kelamis           | Christian Napoleón                | Albert Trifol Segarra          |
| Ellen McFarlane                       | Rebecca Shoichet        | Mónica Manjarrez                  | Carmen Cervantes               |
| Nikole Denishlea                      | Jenna Claudette         | Lupita Leal                       | Cristina Yuste                 |
| Ashley                                | Rebecca Shoichet        | Rebeca Gómez                      | Adelaída Lopéz                 |
| Ms. Cho                               | Shannon Chan-Kent       | Maria Fernanda Morales            | Celia Del Diego                |
| Dr. Crown                             | Peter Kelamis           | Paco Mauri                        | Miguel Ortiz                   |
| Entrenador Dwayne                     | Michael Daingerfield    | Julio Bernal                      | Rocío Pereiras Vázquez         |
| Pepper                                | Sabrina Pitre           | Betzabé Jara                      | Elisa Langa                    |
| Longley Goodenmeyer                   | Jenna Claudette         | Erika Ugalde                      | Beatriz Berciano               |
| Nicetherine Nixta                     | Kira Tozer              | Alicia Barragán                   | Desiré Pillado                 |
| Kim                                   | Sabrina Pitre           | Sofia Huerta                      | Ana Richart                    |
| Annie Cooper                          | Rebecca Shoichet        | Marisol Romero                    | Sara Couce Manso               |
| Niceicia                              | Jenna Claudette         | Leyla Rangel                      | Carolina Vásquez               |
| Thomas                                | Ian Hanlin              | Alan Fernando Velásquez           | Juan Tinaquero                 |
| Tony                                  | Peter New               | Enzo Fortuny                      | Antonio Cremades               |
| Tim Jackson                           | Peter Kelamis           | Georgina Sánchez                  | Jesús Alberto Pinillos         |
| Brock                                 | Chris Parnell           | Carlos Hernandez                  | Cholo Moratalla                |
| Karl Stevens                          | Peter Kelamis           | Emiliano Ugarte                   | Gemma Martín                   |
| Seed                                  | Michael Daingerfield    | Arturo Mercado Jr.                | Juan Antonio Castro            |
| Branch                                | Sabrina Pitre           | Leyla Rangel                      | Laura Pastor                   |
| Jenny                                 | Jenna Claudettej        | Rebeca Gómez                      | Ana de Castro                  |
| Penny                                 | Rebecca Shoichet        | Maria Fernanda Morales            | Yolanda Mateos                 |
| Biff Adonis                           | Vincent Tong            | Dave Ramos                        | Antón Palomar                  |
| Abrahman Stinkin                      | Peter New               | Eduardo Menéz                     | Juan Antonio Soler             |
| Señor Anderson                        | Ian Hanlin              | Cesar Garduza                     | Jesús Rodríguez                |
| Señora Anderson                       | Tabitha St. Germain     | Isabel Romo                       | Yolanda Quesada                |
| Papá de Pepper                        | Ian Hanlin              | Arturo Mercado Jr.                | Jordi Brau                     |
| Mamá de Pepper                        | Jenna Claudettej        | Leyla Rangel                      | Carla Torres Danés             |
| Eggmond                               | Sabrina Pitre           | Héctor Ireta de Alba              | Adrián Viador                  |
| Borkle                                | Peter New               | Gabriel Ortiz                     | Sergio Rodríguez-Guisán García |
| G'Nook                                | Kyle Rideout            | José Luis Orozco                  | Juan Diéguez                   |
| Mishina                               | Dean Redman             | Armando Guerrero                  | Alberto García Escobal         |
| Droide                                | Kyle Rideout            | Miguel Ángel Ghigliazza           | Vicente Gil                    |
| Insertos                              | N/A                     | Rebeca Gómez                      | Natalia García Dans            |